# 鍛金
鍛金（たんきん、英: metal hammering）とは、金属を金床や烏口などにあて金槌で打つことで形を変えていく技法である。打ち物、鎚金（ついきん）、鍛冶（かじ）、錺（かざり）とも。金属工芸に用いられる技法の1つである。

## 歴史
鍛金は紀元前4000年より古い時代に歴史を持つといわれ、メソポタミア文明、古代エジプト文明にその歴史をみることができる。当時は金・銀・銅など自然界から産出される金属を加工し、武器や装飾品が作られたとされる。
日本へは、弥生時代に大陸より金属文化が伝わり、銅鏡や鉄剣、甲冑などの製造に使用された。古墳時代の副葬品、馬具、装身品などに鍛金の歴史がみられる。飛鳥時代以降、仏教伝来の歴史とともに、仏教美術品の制作に広く用いられ、金工品、仏具、剣の制作に広がりをみせる。奈良時代には大仏や仏像の制作に用いられ、鋳造技術・鍍金法が確立する。その歴史は正倉院宝物の銀薫炉などにみることができる。
平安時代以降、合戦で使用される武器武具の製造から、金工品の制作にまで広がりをみせ、室町時代から桃山時代には寺院の建具や装飾品、茶道具、湯釜、仏教用具の製作に用いられ、時代ごとの変遷がみられるようになる。
江戸時代以降、一般大衆の日用品にまで広く用いられ、より装飾的な用途に用いられることが多くなる。明治時代に入ると、鍛金と呼ばれるようになり、明治維新以降の新しい生活様式に合った日用品の製造、海外で開催される博覧会や工芸展への出品など、鍛金の歴史は大きな広がりをみせることになる。
現在では多種多様な技巧をみせ、工芸技術の1つとして確立された技法である。

## 主な使用道具
- 槌（金槌） - 使用用途に合わせ複数用いられる
- 金床
- 当金（当て金） - 当金に金属の板材をのせ金槌で打ち形状を作る　用途に合わせ当金本体も制作する
- 当盤 - 当金にのせられない大きな作品製作に用いられる手持ち用の当金
- 金鋏 - 板材切断用ハサミ

## 主な技法
- 鍛造 - 金属の棒材や塊に熱を加え叩くことで金属の形を変化させる技法
  - 絞り加工 - 1枚の板材を打ち出すことでさまざまな形に変化させる技法。当金を用いる。
- 鍛接 - 溶接、ろう付けとは異なり、赤熱した状態で打ち材料同士を圧着させる。
- 色上げ - 煮色仕上げとも。鍛造、彫金、鋳金などの後処理で表面を酸化させ発色させる。